# Catherine Cortez Masto
Catherine Cortez Masto (ur. 29 marca 1964 w Las Vegas) – amerykańska polityczka, od 2017 senator Stanów Zjednoczonych z Nevady

## Życiorys
Urodziła się 29 marca 1964 w Las Vegas. Ukończyła University of Nevada, a następnie studiowała w Gonzaga University School of Law i została przyjęta do palestry. Pracowała w biurze gubernatora Nevady Boba Millera, w latach 2007–2015 była prokuratorem generalnym stanu Nevada.
W 2016 w wyborach do Senatu Stanów Zjednoczonych pokonała republikanina Joego Hecka i została pierwszą w historii latynoską w izbie wyższej Kongresu.
W 2022 ponownie zwyciężyła w wyborach do Senatu, pokonując kandydata republikanów Adama Laxalta.